# Paus Pius XII
Paus Pius XII, geboren als Eugenio Maria Giuseppe Giovanni Pacelli (Rome, 2 maart 1876 – Castel Gandolfo, 9 oktober 1958), was een Italiaanse paus van 1939 tot aan zijn dood in 1958. Aan het begin van zijn pontificaat brak de Tweede Wereldoorlog uit en in de laatste jaren ervan dreigde het gevaar van de Koude Oorlog, die er enkele jaren later dan ook zou komen. Pius XII verbood katholieken om lid te worden van de Italiaanse Communistische Partij.
Theologisch belangrijk is zijn plechtige definitie van het dogma van Maria-Tenhemelopneming met ziel en lichaam in 1950.

## Biografie
In de beschrijving van zijn leven vóór het pausschap wordt zijn geboorte- en familienaam gebruikt: Eugenio Pacelli.

### 1876 – 18 mei 1917

Eugenio als zesjarige

Eugenio was de tweede zoon en het derde kind van Filippo Pacelli en Virginia Graziosi. De familie Pacelli was een van oorsprong eenvoudige familie afkomstig uit Onano. Aan hun betrokkenheid met het Vaticaan dankte zij echter de adellijke titel van markies, verleend door paus Pius IX aan Eugenio’s grootvader Marcantonio Pacelli. Deze was evenals Eugenio’s vader (en later ook zijn broer Francesco) als advocaat verbonden aan het Vaticaan. Ernesto Pacelli, een oom, was financieel adviseur van de opeenvolgende pausen Leo XIII, Pius X en Benedictus XV.

Na de lagere school vervolgde Eugenio zijn middelbare school aan het Liceo Ennio Quirini Visconti, een vroegere jezuïetenuniversiteit met de naam Collegio Romano. Deze antiklerikale, publieke school was door zijn vader uitgekozen, omdat het onderwijs een goede opstap vormde voor een vervolgstudie rechten. Door zijn beide zoons hiernaartoe te sturen, hoopte Filippo dat beiden in zijn voetsporen zouden treden. Nadat hij in 1894 was afgestudeerd trok Eugenio zich in augustus 1894 enkele dagen terug in retraite bij de kanunniken van de Sint-Jan van Lateranen, waarna hij zijn ouders te kennen gaf naar het seminarie Collegio Capranica te willen, het oudste seminarie van Rome. Via het seminarie volgde hij studies filosofie aan de Pauselijke Universiteit Gregoriana, theologie aan het Ateneo Pontifico di Sant’Apollinare en talen en geschiedenis aan de Università degli studi di Roma "La Sapienza". Vanwege zijn slechte gezondheid werd hem door paus Leo XIII dispensatie verleend om de priesterstudies niet vanuit het seminarie maar vanuit het ouderlijk huis te vervolgen.

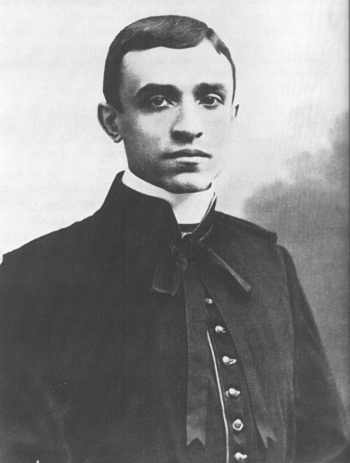
Priester Eugenio Pacelli

Op 2 april 1899 (eerste paasdag) werd Eugenio Pacelli tot priester gewijd door hulpbisschop Cassetta van Rome en op 3 april droeg hij zijn eerste mis op in de Borghesekapel van de Santa Maria Maggiore. Na zijn wijding studeerde hij canoniek recht aan het Ateneo Pontifico di Sant’Apollinare.
In 1901 kwam Pacelli in dienst als minutant (redacteur) van de Sacra Congregatio pro Negotiis Ecclesiasticis Extraordinariis, een congregatie opgezet door paus Pius VII, op dat moment onder leiding van bisschop Pietro Gasparri. In dat jaar had hij ook zijn eerste buitenlandse reis gemaakt namens het Vaticaan: Pacelli was gevraagd een persoonlijke brief van de paus te overhandigen aan de nieuwe koning Eduard VII van het Verenigd Koninkrijk, na de dood van koningin Victoria. Pietro Gasparri had groot vertrouwen in Eugenio Pacelli en wees hem aan als assistent bij de codificatie van het kerkelijk recht, een opdracht die in 1917 werd voltooid. Ook werd Pacelli gevraagd een zogenaamd libro bianco ('wit boek') te schrijven, een boekwerk waarin de bezwaren van het Vaticaan tegen de Franse regering werden verzameld. Het schrijven van het witboek was een reactie op de scheiding van kerk en staat in 1905 in Frankrijk.

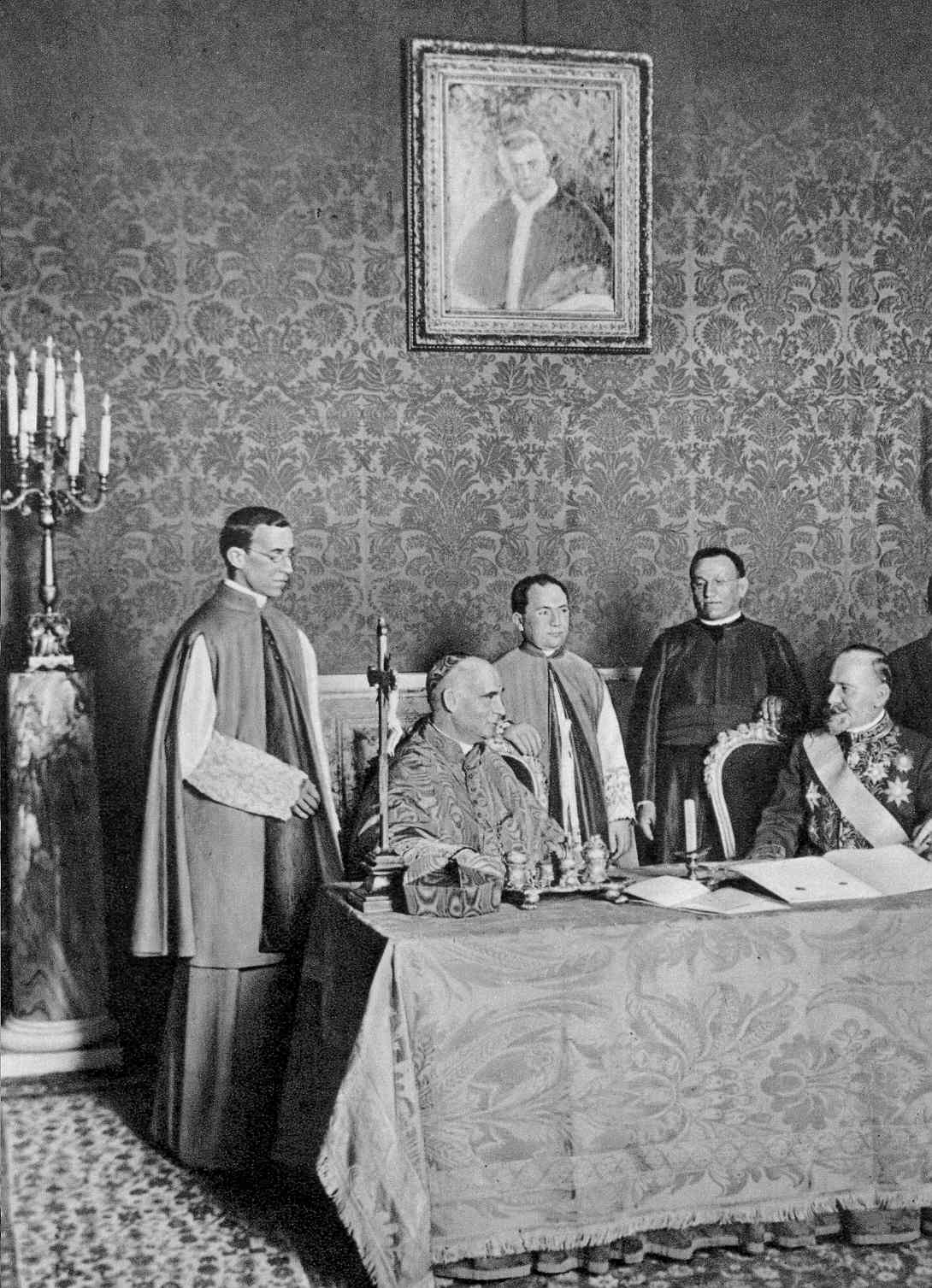
Ondertekening concordaat met Servië in 1914. Links Eugenio Pacelli

Een aanbod van de katholieke universiteit van Washington D.C. in 1908, waarbij hem de stoel Romeins recht werd aangeboden, werd door Pacelli niet geaccepteerd, mede op advies van paus Pius X en de kardinalen Merry del Val en Gasparri.
In 1908 begeleidde Pacelli kardinaal Rafael Merry del Val op een reis naar Londen waar van 8 tot 13 september het Internationaal Eucharistisch Congres werd gehouden. Drie jaar later zou hij opnieuw naar Londen afreizen om daar op 22 juni 1911 de kroning van koning George V bij te wonen.
Op 7 maart 1911 werd Pacelli benoemd tot proprefect van de Sacra Congregatio pro Negotiis Ecclesiasticis Extraordinariis, gevolgd door zijn benoeming tot prefect van dezelfde Congregatie op 1 februari 1914. In die hoedanigheid werd hem gevraagd een opzet te maken voor een af te sluiten concordaat met Servië, dat op 24 juni 1914 – vier dagen voor de moordaanslag op aartshertog Frans Ferdinand van Oostenrijk – werd gesloten.
Tijdens de jaren van de Eerste Wereldoorlog werd Pacelli betrokken bij de hulpcampagne die de paus had opgezet om families te informeren over het lot van hun ten strijde getrokken familieleden. In samenwerking met het Rode Kruis werden personen opgespoord en indien mogelijk ook gerepatrieerd.
Op 12 april 1917 overleed de nuntius van Duitsland, aartsbisschop Giuseppe Aversa, die de nuntiatuur slechts vier maanden vervuld had. Op voordracht van Pietro Gasparri werd Pacelli voorgedragen als diens opvolger. De benoeming volgde op 20 april 1917, waarbij hij tevens aangesteld werd tot titulair aartsbisschop van Sardes. Op 13 mei 1917 werd Pacelli in aanwezigheid van zijn familie – met uitzondering van zijn vader Filippo, die enkele maanden daarvoor overleden was aan de Spaanse griep - door paus Benedictus XV zelf gewijd in de Sixtijnse Kapel. Giovanni Nasalli Rocca di Corneliano en Agostino Zampini waren de medewijdende bisschoppen. Na zijn wijding vertrok Pacelli op 18 mei naar München.

### Pauselijk nuntius van Duitsland

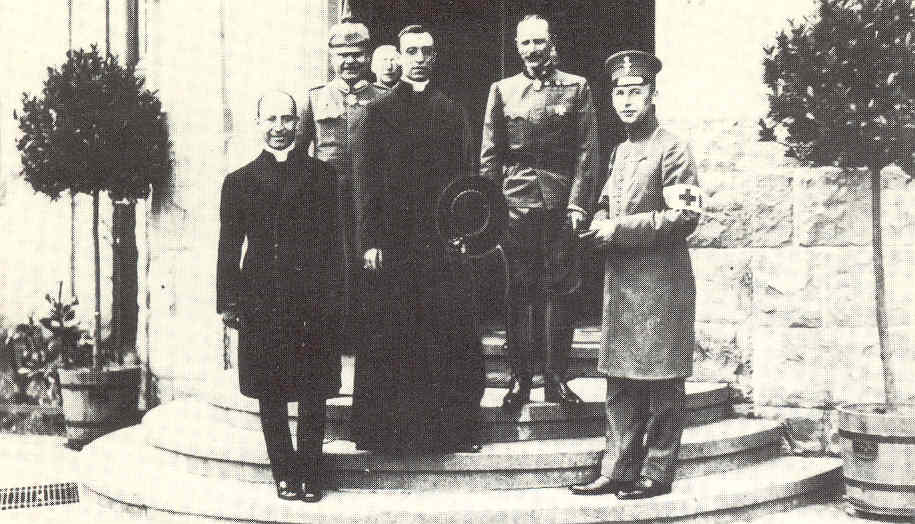
Eugenio Pacelli (midden) in 1917 na een audiëntie met keizer Wilhelm II

Duitsland was voor het Vaticaan geen gemakkelijk land. Niet alleen staatkundig was het land niet een geheel, ook op religieus gebied bestonden er tussen de deelstaten grote verschillen: het overwegend katholieke Beieren versus het protestantse Pruisen. Nog geen 50 jaar eerder (1872-1879) had de Kulturkampf  gewoed, een strijd van Pruisen tegen de interne vijand van Duitsland, namelijk de Katholieke Kerk.
Pacelli’s missie had twee hoofdpunten: het voorleggen van de vredesvoorstellen van paus Benedictus XV om zodoende een einde te maken aan de Eerste Wereldoorlog en de introductie van de nieuwe codex (canoniek rechtboek). Het laatste was alleen mogelijk wanneer er tussen de deelstaten en het Vaticaan concordaten tot stand gebracht zouden worden, hoewel gestreefd moest worden naar een centraal concordaat voor het gehele Duitse Rijk.
De vredesvoorstellen van paus Benedictus XV werden door de Duitse keizer lauw ontvangen. Als tegenbod stelde Wilhelm II aan Pacelli voor dat de paus zou optreden als bemiddelaar tussen de oorlogvoerende landen Oostenrijk-Hongarije en Italië, een voorstel dat van Italiaanse zijde niet aangemoedigd zou worden. Ook andere landen namen notitie van de voorstellen, maar elk land had zijn bedenkingen over de intenties van de paus. De Fransen meenden dat het voorstel ten gunste van de Centralen was, de Amerikanen waren van mening dat de paus zich niet moest inlaten met deze oorlog. Zij zouden pas tot vredesbesprekingen overgaan wanneer zij de voorwaarden konden voorschrijven. Uiteindelijk zou ook de Duitse Rijksdag niet akkoord gaan met de voorstellen, omdat de meerderheid meende dat de plannen ingegeven zouden zijn door de Engelsen en zouden leiden tot de totale ondergang van Duitsland. Bovendien waren de Duitsers van mening dat door de terugtrekking van Rusland uit de oorlog de overwinningskansen aanzienlijk toegenomen waren.

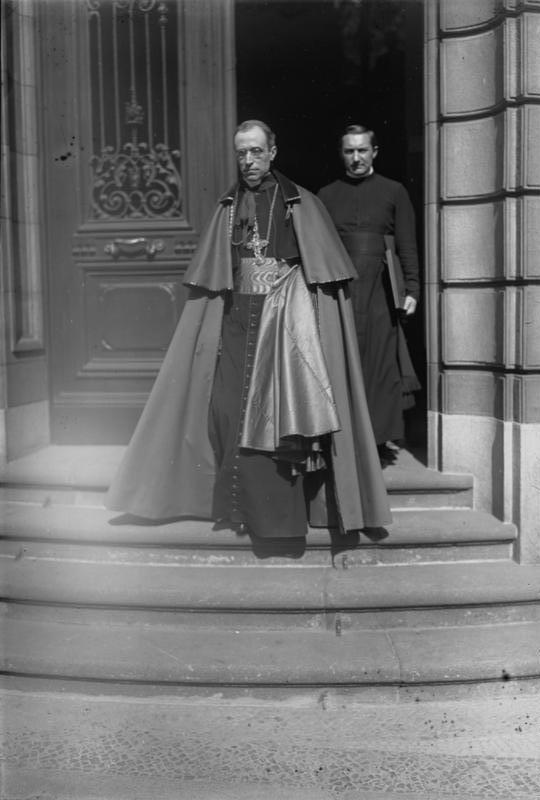
Pacelli vlak na het afsluiten van het concordaat met Pruisen

Na een kort verblijf in Rome in maart 1918 keerde Pacelli terug naar München met de opdracht van kardinaal Gasparri om het vredesplan terzijde te schuiven en zich te gaan inzetten voor de oorlogsslachtoffers.
De daaropvolgende maanden was Pacelli getuige van de snel veranderende politieke situatie in Duitsland. Anarchistische groeperingen, gesteund door de communisten, kwamen in opstand tegen de gevestigde orde en tegen het keizerlijk gezag. Deze interne verdeeldheid droeg bij tot de beëindiging van de Eerste Wereldoorlog en de omverwerping van de monarchie. De bepalingen in het vredesverdrag, dat uiteindelijk op 28 juni 1919 ondertekend zou worden, droegen niet bij aan de stabiliteit binnen de Duitse gebieden, aangezien Duitsland door het verdrag zwaar bestraft werd.
De woede van de anarchisten richtte zich ook op de pauselijke nuntius, die gezien werd als een buitenlandse spion. Diverse aanslagen op de nuntiatuur werden uitgevoerd en tijdens een inbraak in de nuntiatuur werd Pacelli zelf blootgesteld aan bedreiging. Protesten van zijn kant tegen de communistische Radenrepubliek werden beantwoord met het advies om de stad zo snel mogelijk te verlaten. In een verslag aan het Vaticaan liet hij zich uitermate negatief uit over de ontwikkelingen. Dit gewraakte rapport wordt door critici van Pacelli als bewijs aangevoerd voor diens antisemitische en anticommunistische gevoelens. Hierbij concentreren zij zich overigens slechts op een kort gedeelte uit het rapport.
In 1920 leek de rust weer te keren. Eugenio Pacelli werd door paus Benedictus XV naar het Vaticaan ontboden, waar hij van de paus vernam dat de nuntiatuur verplaatst zou worden naar Berlijn. Hij zou echter pas in 1925 daarnaartoe verhuizen. De reis werd door Pacelli ook aangegrepen om een bezoek te brengen aan zijn zieke moeder, maar bij zijn aankomst in Rome was zij al overleden.
De daaropvolgende jaren greep Pacelli aan om de sluiting van een concordaat met Beieren te realiseren. Hierbij ontving hij veel steun van priester Ludwig Kaas, volksvertegenwoordiger van de Deutsche Zentrumspartei. Op 29 maart 1924 kwam het concordaat tot stand.
In dezelfde periode werden ook de bedoelingen van Adolf Hitler voor het eerst duidelijk. Op 9 november 1923 vond de Bierkellerputsch plaats, die de intentie had de macht in Beieren te grijpen en vervolgens een einde te maken aan de Republiek van Weimar. Hoewel de staatsgreep volledig mislukte, was het een voorbode van wat zou komen. Na een jaar gevangenschap was het aanzien van Hitler binnen zijn partij niet afgenomen en in augustus 1925 meldde Pacelli aan de paus dat “het conflict tussen Christus en de antichrist vaste vormen aannam”.

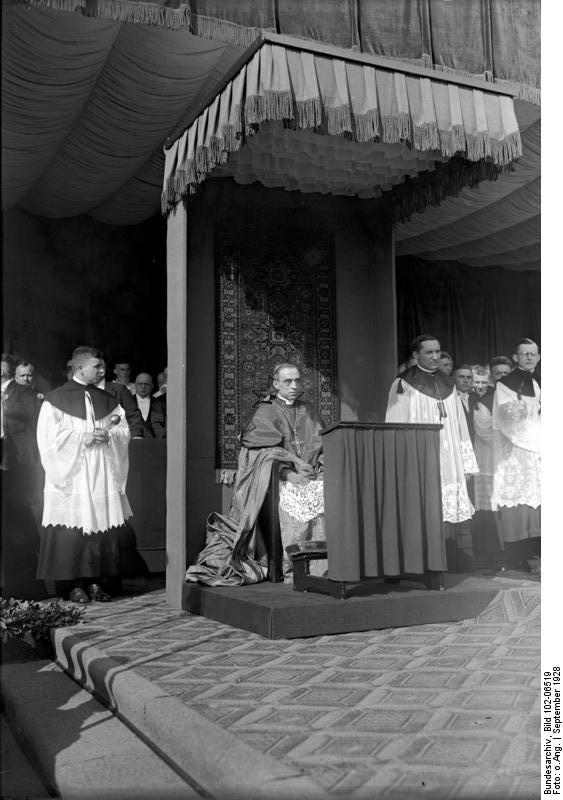
Eugenio Pacelli tijdens de bijeenkomst van katholieken in Maagdenburg (1928)

Eugenio Pacelli was aan het dineren met Michael Von Faulhaber, de toenmalig aartsbisschop van München, en de conservatieve katholiek Franz Matt toen Hitler een eerste poging tot staatsgreep deed. Michael Von Faulhaber werd aangevallen door de nazi's omdat hij de vervolging van katholieken en Joden veroordeelde. Pacelli bekritiseerde diezelfde nazi's, die hij rechtse extremisten noemde in een brief aan het Vaticaan. Hij hield in het totaal 40 negatieve toespraken over de nazi's in zijn tijd in Duitsland.(en) 
Op 18 augustus 1925 verhuisde Pacelli naar Berlijn, waar hij de voorbereidingen trof voor een concordaat met Pruisen. De onderhandelingspositie van het Vaticaan lag in deze protestantse deelstaat moeilijker. Daarom week het concordaat met Pruisen af van dat met Beieren, met name op het gebied van (katholiek) onderwijs, waarvoor geen bepalingen in het verdrag werden opgenomen. Op 14 juni 1929 werd het concordaat getekend, gevolgd door de ratificatie ervan door de Rijksdag in augustus van datzelfde jaar.
Naast zijn diplomatieke werkzaamheden hield Pacelli zich tijdens zijn dertienjarig verblijf in Duitsland ook bezig met pastoraal werk. Zo bezocht hij de diverse Duitse deelstaten om zich te vergewissen van de situatie, waarbij hij oog in oog kwam te staan met de heersende armoede in grote delen van het land. Hoewel hij niet sympathiseerde met de ideeën van Hitler, was hij er zich wel van bewust dat de woorden van de nieuwe leider hoopvol klonken. Na een bezoek aan arbeiders in Dortmund sprak Pacelli zich erover uit: “Toen ik met mijn eigen ogen de vreugdeloze, hopeloze omstandigheden zag van die arbeiders, werd het me overduidelijk dat de oproep van de Kerk op hen geen greep zal krijgen, tenzij zij [de Kerk] zich sterk uitspreekt voor gerechtigheid”.
Om het belang van de Kerk te benadrukken nam Pacelli ook deel aan diverse bijeenkomsten die georganiseerd werden door katholieke organisaties. Als vertegenwoordiger namens de paus was hij aanwezig bij representatieve gebeurtenissen, onder andere de begrafenis van de Duitse rijkspresident Friedrich Ebert in 1925.
Op 10 december 1929 werd Pacelli teruggeroepen naar het Vaticaan om daar tot kardinaal gecreëerd te worden.

### Kardinaal en staatssecretaris
Op 16 december 1929 werd Eugenio Pacelli door paus Pius XI verheven tot kardinaal-priester. Op 19 december werd zijn benoeming bevestigd en werd hem de titelkerk Santi Giovanni e Paolo toegewezen. Zijn eigen aanstelling tot staatssecretaris van het Vaticaan op 9 februari 1930 volgde op het aftreden van kardinaal Gasparri op 7 februari. Daar hij jarenlang assistent geweest was van Gasparri kwam zijn benoeming niet onverwachts. Door deze aanstelling werd Pacelli de tweede man in het Vaticaan, belast met het onderhouden van diplomatieke relaties.

#### Relatie tot nazi-Duitsland
Het Verdrag van Lateranen is een verdrag dat op 11 februari 1929 in het Lateraanse paleis werd gesloten tussen de Heilige Stoel en de Italiaanse regering onder de fascistische dictator Benito Mussolini. Ratificatie van het verdrag vond plaats op 7 juni 1929. Het verdrag maakte een eind aan de toestand die bestond sinds de inlijving van Rome bij de nieuwe Italiaanse eenheidsstaat in 1870: sinds 1870 waren de pauselijke bezittingen Italiaans grondbezit en werd de paus wel aangeduid als de "gevangene van het Vaticaan". In 1929 besloten paus Pius XI en Mussolini de zaken te regelen. Mussolini hoopte daarmee ook sympathie te winnen in het overwegend katholieke Italië. Pacelli was nauw betrokken bij de totstandkoming van dit verdrag.
Als staatssecretaris sloot hij in nauw overleg met Ludwig Kaas en Franz von Papen op 20 juli 1933 het Concordaat van Rome af met de jonge nationaalsocialistische regering.

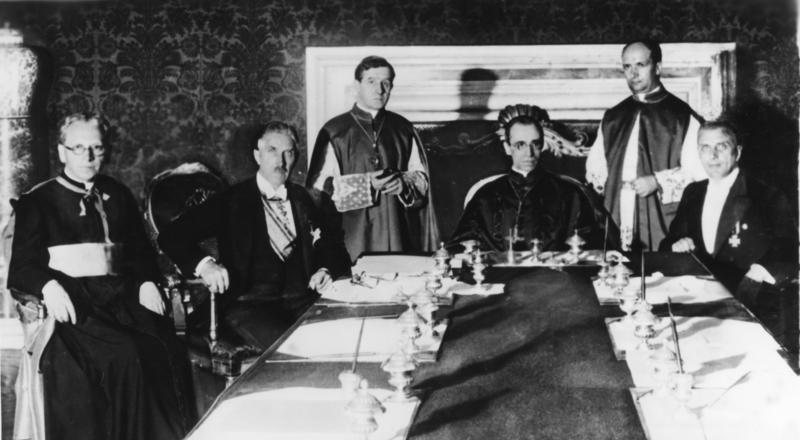
Ondertekening van het Rijksconcordaat: links Franz von Papen en in het midden Eugenio Pacelli

Door dit verdrag was het mogelijk om het katholieke geloof in Duitsland ongestoord te beleven. Achtereenvolgende Duitse regeringen hadden vanaf Otto von Bismarck de Katholieke Kerk in haar mogelijkheden beperkt. Maar de prijs was dat het Vaticaan Hitlers bewind erkende. Sterker nog, doordat de rooms-katholieke Centrumpartij (Deutsche Zentrumspartei) instemde met de zogenaamde machtigingswet werd het parlement buitenspel gezet en kon Hitler met onbeperkte macht gaan regeren. Een ander element uit dit verdrag was dat de benoemingen van aartsbisschoppen en bisschoppen pas gedaan mochten worden nadat de rijkskanselier ervan in kennis was gesteld en er geen bezwaren van algemeen politieke aard bestonden. Omdat de ware aard van Hitler toen nog niet voor iedereen duidelijk was, werd het verdrag in 1933 als een groot succes voor de Kerk gezien. Toen een aantal toezeggingen uit het concordaat echter al heel snel een dode letter - en bijgevolg waardeloos - bleken, opende Pacelli een diplomatiek offensief.
Op aandringen van de Duitse bisschoppen besloot Pius XI in 1936 aan Pacelli de opdracht te geven een encycliek op te stellen waarin de situatie in nazi-Duitsland aan de kaak werd gesteld. Mit brennender Sorge was een in het Duits opgestelde encycliek die in 1937 uitkwam en die tijdens de mis van Palmzondag in de Duitse kerken werd voorgelezen. Daarin sprak de kerk zich uit tegen de vervolging van de kerk en het neopaganisme van de nazi’s. Hoewel de Joden niet specifiek werden genoemd werd ook de rassenpolitiek van de nazi’s onder de aandacht gebracht.

Wie het ras, of het volk, of de staat, of de staatsvorm, de dragers van de staatsmacht, of andere zeer voorname waarden van menselijke gemeenschapsvorming, die binnen de grenzen van de aardse ordening een belangrijke en eerbied afdwingende plaats innemen, uit haar aardse waardebepaling losmaakt, ze tot de hoogste van alle waarden, ook van de godsdienstwaarden en in afgoderij vergoddelijkt, die keert de door God geschapen en door God gewilde orde der dingen en vervalst ze.

Over aanhangers van de leer van de nazi’s is de encycliek duidelijk: alleen oppervlakkige geesten zouden vervallen tot de dwaalleer.
Uit angst voor verbod van publicatie van de encycliek was deze in het geheim naar Duitsland gesmokkeld. De reactie van het regime was fel: alle kopieën werden in beslag genomen, drukkers gearresteerd en de persen in beslag genomen. Ook werd de Kerk gekort in te ontvangen betalingen, zoals bepaald in het Rijksconcordaat. Verschillende priesters werden gearresteerd. Hitler zelf reageerde in een interview met een Zwitserse krant, waarin hij stelde dat het Derde Rijk geen behoefte had aan een samenwerking met de Katholieke Kerk, een indirecte oorlogsverklaring aan het Vaticaan.
De Duitse geestelijkheid dankte paus Pius XI voor zijn inbreng, die op zijn beurt erop wees dat alle dankbaarheid moest gelden voor Pacelli.

#### Vertegenwoordiger van Pius XI
Als vertegenwoordiger van paus Pius XI ondernam kardinaal Pacelli diverse reizen. Zo trad hij in 1934 op als voorzitter van het Eucharistisch Congres dat gehouden werd in Buenos Aires, Argentinië.
Van 25 tot 28 april 1935 was Pacelli aanwezig bij feestelijkheden in Lourdes. Ten overstaan van circa 250.000 gelovigen sprak hij zich uit over de doctrines van nazi-Duitsland: “Zij (de nazi’s) zijn in werkelijkheid slechts ellendige plagiators die oude dwalingen opsieren met klatergoud.” Ook benadrukte hij dat de Kerk nooit tot overeenstemming met de nazi’s zou kunnen komen, indien zij vast bleven houden aan hun raciale politiek; deze was namelijk in strijd met het christelijk geloof.
Van 8 oktober tot 6 november 1936 ondernam Pacelli een reis naar de Verenigde Staten, die wel werd aangeduid als informeel, maar eerder beschouwd werd als een bezoek om de geestelijke Charles Edward Coughlin tot zwijgen te brengen en daarmee ook de Katholieke Kerk buiten de presidentiële campagne te houden. Coughlin verzette zich in zijn radiotoespraken fel tegen president Roosevelt. Ook rechtvaardigde hij diverse bepalingen van de fascistische regimes in Italië en nazi-Duitsland.
Naast New York bezocht hij ook Cleveland, Chicago, San Francisco, Minneapolis en Kansas City. Van de universiteit van Notre Dame (Indiana) ontving Pacelli een eredoctoraat in de rechten. Ook bij zijn bezoek aan de Universiteit van Georgetown in Washington D.C. ontving hij een eredoctoraat in burgerlijk en kerkelijk recht. Tijdens zijn reis door Amerika zou hij verscheidene malen (tevergeefs) hebben opgeroepen om de grenzen te openen voor Joodse vluchtelingen.
Bij zijn vertrek uit Amerika liet de kardinaal via een persbericht weten dat hij hoopte dat “de invloed van de VS altijd mag worden aangewend voor de bevordering van vrede onder de volkeren.” Een van de resultaten van zijn reis was dat president Roosevelt op persoonlijke titel Myron Taylor in 1939 aanstelde als zijn vertegenwoordiger in het Vaticaan; sinds 1870 was Amerika niet vertegenwoordigd geweest.
In 1937 volgde opnieuw een reis naar Frankrijk, waar hij de basiliek van Lisieux inwijdde. Hier zou hij zich opnieuw kritisch uitlaten over het fascisme in Duitsland. Zijn laatste reis voor zijn verkiezing tot paus was naar Boedapest (25-30 mei 1938), waar hij opnieuw als voorzitter optrad van het Eucharistisch Congres.

### Verkiezing tot paus
Het conclaaf, volgend op de dood van paus Pius XI op 10 februari, begon op 1 maart 1939. Alle 62 kardinalen namen deel aan de verkiezing, mede dankzij de bepaling van Pius XI dat de periode tussen overlijden van een paus en het begin van een conclaaf verlengd moest worden om zo alle kardinalen de gelegenheid te geven op tijd aanwezig te zijn: bij het conclaaf van 1922 waren de trans-Atlantische kardinalen te laat gearriveerd. Op 2 maart, Pacelli’s verjaardag, behaalde hij tijdens de tweede stemronde de benodigde meerderheid aan stemmen. Desondanks stond hij erop dat een derde stemronde werd gehouden. Nu kreeg hij 61 van de 62 stemmen, ofwel alle stemmen: kandidaten mogen geen stem op zichzelf uitbrengen. Pacelli was de eerste kardinaal-staatssecretaris die tot paus gekozen werd sinds Giulio Rospigliosi in 1667, de eerste Romein sinds Emilio Bonaventura Altieri in 1670 en de eerste curiekardinaal sinds Bartolomeo Alberto Cappellari in 1831.
Ter nagedachtenis aan alle pausen met de naam Pius die hij zelf had meegemaakt, maar in het bijzonder als speciaal eerbetoon aan zijn voorganger, nam Pacelli de naam Pius aan. De kroning van Pius XII vond plaats op 12 maart 1939 en werd uitgevoerd door kardinaal-protodiaken Camillo Caccia Dominioni. Hiervoor werd de Palatijnse tiara gebruikt, die in 1877 door de Palatijnse Garde aan paus Pius IX geschonken was. De kroning vond voor het eerst sinds 1846 weer plaats op de buitenloggia van de Sint-Pietersbasiliek.

## Pontificaat

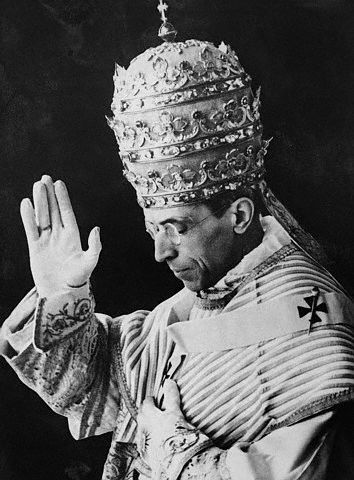
Kroning van Pius XII op 12 maart 1939

Wapen van paus Pius XII

### Tweede Wereldoorlog

#### Inspanningen ter voorkoming van een oorlog
Pius XII werd bij de aanvang van zijn pontificaat geconfronteerd met de dreigende oorlog. In een homilie op 9 april 1939 gaf hij aan wat de bedreigingen waren voor de wereldvrede: vijandschap tussen de mensen onderling, werkloosheid en de infiltratie van een bedorven leer die door list en verleiding vaste voet kon krijgen bij de grote massa.
In een ultieme poging het tij te keren gaf hij aan de pauselijke nuntius Cesare Orsenigo de opdracht de "Führer" te benaderen voor de organisatie van een vredesconferentie. Op 4 mei 1939 vervoegde de nuntius zich bij Hitler in diens buitenhuis het Berghof (Obersalzberg, Berchtesgaden). Het voorstel luidde dat de grootmachten Frankrijk, Duitsland, het Verenigd Koninkrijk, Italië en Polen bijeen zouden komen om eventuele geschillen op vreedzame wijze op te lossen. Volgens Orsenigo’s verslag was Hitler slechts matig geïnteresseerd en beloofde de nuntius het voorstel te bespreken met Mussolini. Hitler gaf echter tijdens het gesprek een indirecte oorlogsverklaring af door Orsenigo mee te delen dat Duitsland ten opzichte van Frankrijk al “onverslaanbaar uitgerust” was en dat ook aan de oostgrens met Polen de nodige maatregelen genomen waren.
Op 24 augustus 1939, daags na de ondertekening van het Molotov-Ribbentroppact (het non-agressiepact tussen nazi-Duitsland en de Sovjet-Unie), richtte Pius zich in een radiotoespraak tot alle gelovigen, waarin hij waarschuwde voor de ophanden zijnde oorlog. Centraal daarbij stond zijn oproep dat alleen gerechtigheid zou kunnen zegevieren en dat “de aardse rijken die niet gegrondvest zijn op de gerechtigheid door God niet worden gezegend”. Verder voegde hij daar ook nog aan toe: "Niets wordt er verloren met de vrede. Alles kan verloren worden door de oorlog."
Op 29 augustus 1939 zocht het Vaticaan contact met Benito Mussolini, waarbij de paus zijn dank uitsprak voor Mussolini’s inspanningen tot behoud van de vrede, maar hem tevens verzocht zich in te zetten voor het voorkomen van een gewapend conflict. Hoewel Mussolini bereid was deze rol op zich te nemen, kwam zijn vredesplan erop neer dat met name van Poolse zijde concessies gedaan moesten worden, iets waartoe Polen niet bereid noch in staat was.
Op 31 augustus ging vanuit het Vaticaan het laatste verzoek uit, gericht aan Duitsland en Polen, om vooral te streven naar een oplossing voor het ophanden zijnde conflict. Pius XII riep daarbij Frankrijk, het Verenigd Koninkrijk en Italië op hem hierin te steunen. Vroeg in de ochtend van 1 september 1939 was de oorlog een feit door de inval van Duitsland in Polen.

#### Wereldoorlog
Ruim een maand na het uitbreken van de Tweede Wereldoorlog vaardigde Pius XII zijn eerste encycliek uit: Summi Pontificatus. In deze encycliek beschreef de paus de eenheid van het mensdom, zonder onderscheid van cultuur of afkomst. Ook nam hij stelling tegen de totalitaire staat, die slechts tot chaos zou leiden. In zijn encycliek liet Pius echter na de misstanden bij naam te noemen, iets wat hem na de oorlog als een van de kritiekpunten werd aangerekend. Hierdoor werden met name tijdens de oorlog veel van Pius’ woorden slechts geïnterpreteerd als zou hij zich niet luidop uitgesproken hebben tegen de Jodenvervolgingen en andere misstanden onder het fascistisch bewind. Wel liet hij zich direct uit over het lot van de Poolse bevolking en sprak hij de hoop uit dat vrede snel in het land zou volgen.
De betrokkenheid van Italië bij de oorlog was Pius’ andere zorg. Hoewel het land nog niet actief deelnam, was het duidelijk dat Benito Mussolini er alles aan gelegen was zijn bondgenoot Hitler bij te staan, alsmede de belangen van Italië te vergroten. Op verzoek van Pius werd de minister van Buitenlandse Zaken, Galeazzo Ciano – een schoonzoon van Mussolini – op het Vaticaan uitgenodigd waar de paus hem prees voor zijn inzet tot behoud van de neutraliteit. Volgend op dit bezoek werden ook de koning en koningin van Italië op 21 december 1939 uitgenodigd, gevolgd door een tegenbezoek van Pius XII een week later aan het Quirinaalpaleis.
De speelruimte van de paus om al te openlijke uitspraken te doen was beperkt omdat Mussolini een trouwe bondgenoot was van Hitler. Een telegram aan koningin Wilhelmina van Nederland, de Belgische koning Leopold III en de Luxemburgse groothertogin Charlotte bij de Duitse invasie in 1940 leidde tot woedende reacties van Mussolini.
Op 21 januari 1942 kwam bij het Vaticaan het verzoek binnen dat Japan een speciale afgezant naar de Heilige Stoel wilde sturen voor de verbetering van de onderlinge relaties. Deze actie was des te opmerkelijker omdat deze toenadering volgde op de aanval van Japan op Pearl Harbor op 7 december 1941, waardoor ook Amerika betrokken werd bij de Tweede Wereldoorlog. In 1940 hadden de Japanners al een verdrag afgesloten met nazi-Duitsland en Italië waarbij de drie landen elkaar zouden steunen indien nodig.
Pius XII stemde toe in het aangaan van betrekkingen, maar wees de Japanners erop dat ook de Republiek China (op dat moment deels in handen van Japan) dezelfde intentie had. Tokio informeerde op 30 januari 1942 het Vaticaan dat een buitengewoon gezant naar Vaticaanstad zou komen, op den duur te vervangen door een permanente ambassadeur.
De reactie van de geallieerden, het Verenigd Koninkrijk en de Verenigde Staten, was allesbehalve positief. Van Britse zijde werd op 23 februari deze actie beschouwd als opnieuw een voorbeeld waarin de Heilige Stoel zich onderwierp aan de druk van de asmogendheden. Kardinaal-staatssecretaris Luigi Maglione reageerde hierop met de opmerking dat het Vaticaan al sinds 1922 geprobeerd had betrekkingen met Japan aan te gaan en dat deze betrekkingen konden leiden tot bescherming van de rechten van de Kerk en de gelovigen die in de veroverde gebieden van Japan leefden. Het Vaticaan ontkende ten stelligste dat de overeenkomst onder druk tot stand gekomen was.
De Verenigde Staten zagen de overeenkomst als een propagandamiddel van de Japanners om zo goodwill te kweken onder katholieken in het Verre Oosten. President Roosevelt bestempelde de actie als een onbegrijpelijke actie van de paus en riep op tot een fel protest aan het adres van het Vaticaan. Pius XII meldde aan de regering van de Verenigde Staten dat zijn besluit was ingegeven door de bescherming van het lot van de katholieken en niet door enige politieke overweging. Door bemiddeling van Francis Spellman besloot Roosevelt de affaire geen hoge prioriteit meer te geven en de zaak af te doen als dat het Vaticaan niet anders had gedaan dan wat het zou hebben kunnen doen.
De Britten bleven echter volharden in hun protest, omdat zij nog steeds van mening waren dat het verdrag tot stand gekomen was door afpersing van Japanse zijde.
Op 9 mei werd de Japanse afgevaardigde door Pius XII ontvangen op een wijze die bij de Amerikanen verkeerd viel. In hun ogen was hun vertegenwoordiger, Myron Taylor, in 1939 niet met dezelfde egards ontvangen die nu wel ten deel vielen aan de Japanse ambassadeur. Het Vaticaan maakte de Amerikanen echter duidelijk dat hiervan geen sprake was; bovendien zond Japan een ambassadeur en was Myron Taylor “slechts” een persoonlijk vertegenwoordiger van president Roosevelt.
Toen korte tijd later de Chinese regering in ballingschap van Chiang Kai-shek bij het Vaticaan een verzoek indiende voor een eigen vertegenwoordiger van China riep dit weerstand op bij de Japanners, die liever een vertegenwoordiger voor China zagen namens hun eigen gevestigde regering in Nanking. Daarmee zou het Vaticaan niet akkoord gaan; Maglione wees de Japanners erop dat het Vaticaan nooit betrekkingen aan zou gaan (of was gegaan) met staten die ontstaan waren door militair ingrijpen.
Hitlers standpunt inzake de rol van de Katholieke Kerk was duidelijk: zolang de kerk zich niet zou inlaten met aardse zaken, zou hij ervan afzien in te grijpen in geloofszaken. Zijn uiteindelijke doel was de vervanging van de paus door een “seniele voorganger”. In 1942 maakte Hitler tijdens een van zijn tafelgesprekken duidelijk dat - wat hem betreft - het concordaat met het Vaticaan opgezegd kon worden zodra de oorlog eenmaal ten einde was.
Na de afzetting van Mussolini in 1943 door de Italiaanse koning was Hitler ervan overtuigd dat het Vaticaan hierin zeggenschap had gehad. Na de inname van Rome moest dan ook de bezetting van het Vaticaan volgen, om zo “de hele zwijnenzooi eruit te halen”. De paus zou op last van Duitsland gevangengenomen worden en naar Duitsland worden overgebracht, onder het mom dat het Hitler er alles aan gelegen was de positie van de paus te beschermen. Hitlers aversie ten aanzien van Pius XII en de Katholieke Kerk stond overigens niet op zichzelf. Al in april 1941 had von Ribbentrop (de Duitse minister van Buitenlandse Zaken) er via Galeazzo Ciano, de schoonzoon van Mussolini, op aangedrongen de paus uit Rome te verdrijven, iets wat door de Italiaanse leider werd geweigerd, omdat hij het beter achtte de paus in Vaticaanstad te isoleren.
Aan SS-Obergruppenführer Karl Wolff werd de geheime taak opgedragen de ontvoering van Pius XII voor te bereiden. Wolff bracht echter ook de Duitse ambassadeur in Italië, Rudolf Rahn, en Ernst von Weizsäcker, ambassadeur aan de Heilige Stoel, op de hoogte van het voorgenomen plan. Beiden meenden dat van een dergelijke ontvoering afgezien moest worden.
Paus Pius XII zelf hield ook rekening met de mogelijkheid dat hij door de nazi's zou worden gearresteerd. In dat geval zou dat, volgens de wens van de paus, het neerleggen van zijn ambt betekenen. Vervolgens zou het College van Kardinalen in een bevriend land een conclaaf moeten beleggen om zo een nieuwe paus te kiezen. Binnen het Vaticaan waren echter al plannen gemaakt om de paus via San Felice Circeo te laten vluchten om daarna onderdak te zoeken in Spanje, waar hij de bescherming zou genieten van de Spaanse dictator Franco.
Door de vertragingstechnieken van Wolff en de herovering van Rome in 1944 door de geallieerden zou van het plan niets terechtkomen.

##### Shoah
In 1941 antwoordde het Vaticaan op de vraag van het Vichy-regime: "of men kon instemmen met, onder Duitse druk geplande, anti-Joodse wetgeving": dat de Kerk "racisme veroordeelt, maar niet in kon gaan op specifieke wetgeving". In Vichy-Frankrijk levende Joden werden hierop uit alle openbare ambten geweerd. Deportaties volgden echter in 1942 en waren geen onderdeel van deze wetgeving.
In zijn kerstrede van 1942 verwees Pius XII in bedekte termen naar de deportatie van Joden. Dit tot woede van de Duitse diplomaten in Rome en van de Italiaanse fascisten. Hij veroordeelde de vervolging van mensen “zonder enige schuld, alleen om redenen van nationaliteit of ras” door de nazi's. Volgend Reinhard Heydrich (RSHA) was de paus tot “spreekbuis van de Joodse oorlogsmisdadigers” geworden.
Daar waar Pius XII, volgens zijn critici, op dit punt verder als paus zweeg, werd er op het niveau van het episcopaat wel degelijk geprotesteerd (onder andere op 20 juli 1942 door het Nederlandse episcopaat) én werd daar door vele gelovigen ook naar gehandeld.
De Nederlandse bisschoppen verklaarden na 1945 uitdrukkelijk op aansporing van de paus te hebben gehandeld, die echter door de Duitse harde wraakacties tegen de Nederlandse Katholieke Kerk bevreesd werd. Zo werden alle Nederlandse Joden die zich tot het katholieke geloof hadden bekeerd nog eerder dan de overige Joden afgevoerd naar Westerbork en verder, als represaille voor het antinazistische herderlijk schrijven van 26 juli 1942 en het optreden van met name kardinaal De Jong.
De enige mogelijkheid die Pius XII restte was om in het openbaar geen al te gewichtige uitspraken te doen, achter de schermen diplomatieke stappen te ondernemen en in zowel individuele als collectieve gevallen proberen te helpen. Zo verstrekte de paus visa aan 3000 bekeerde Joden zodat zij naar Brazilië konden emigreren. 2000 daarvan werden later echter weer ingetrokken toen bleek dat het om schijnbekeringen ging.
Pius XII heeft niet ingegrepen om de gruweldaden van de Kroatische fascistische beweging Ustašabeweging te stoppen, terwijl deze gruweldaden onder andere werden begaan door geestelijken. Het lag volgens ustaša-minister Mile Budak in de bedoeling van de ustaša's om een derde deel van de Serviërs uit te roeien, een derde te deporteren en een derde te assimileren door bekering tot het rooms-katholicisme. Maar ook Joden, Sinti en Roma en anderen werden uitgemoord, vaak na martelingen in de Kroatische concentratiekampen, die niet onderdeden voor de Duitse. In het concentratiekamp Jasenovac werden slachtoffers op de meest onmenselijke manieren gemarteld en gedood onder leiding van de franciscaanse priester Miroslav Filipović.

### 1945-1958

#### China
De invloed van de Rooms-Katholieke Kerk in China was door de eeuwen heen zeer beperkt gebleven, enerzijds door de afkeer van de verschillende machthebbers in China tegen het nieuwe geloof, anderzijds door de afwijzing van de Kerk in Rome van bepaalde tradities in de Chinese samenleving gerelateerd aan het geloof. In het bijzonder de confuciaanse gewoonte met betrekking tot het eren van overleden familieleden achtte de Katholieke Kerk in strijd met de katholieke leer, hoewel jezuïeten in de 17e eeuw nog geprobeerd hadden deze gewoonte te relateren aan het gebod “eer uw vader en uw moeder”.

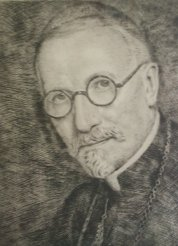
Celso Benigno Luigi Costantini

Al in de jaren 20 van de 20e eeuw had het Vaticaan toenadering gezocht tot China, waarbij bisschop Celso Benigno Luigi Costantini aangesteld werd als vertegenwoordiger. Hiermee maakte het Vaticaan een einde aan het Franse protectoraat over missies in China.
Al snel na zijn aantreden in 1939 veranderde Pius XII zijn houding ten opzichte van China drastisch. Aan de Congregatie voor de Evangelisatie van de Volkeren werd de opdracht gegeven een document uit te vaardigen waarin de Chinese gebruiken niet langer als bijgelovig gezien werden, maar als een wezenlijk onderdeel van de Chinese cultuur. Het document verscheen op 8 december 1939.
In 1943 besloot de regering in China diplomatieke betrekkingen aan te gaan met het Vaticaan, gevolgd door de benoeming van een pauselijke nuntius in 1946, Antonio Riberi. Deze ontwikkelingen brachten de verspreiding van het katholieke geloof in China in een stroomversnelling, waarop Pius besloot meer structuur te brengen in de hiërarchie van de Kerk door onder andere de oprichting van 20 aartsbisdommen. Tevens werd de aartsbisschop Thomas Tien Ken-sin tot kardinaal gecreëerd in 1946, waarbij hij overgeplaatst werd naar het aartsbisdom Peking. Hoewel de missies van de Katholieke Kerk een sterk imperialistisch karakter droegen, droeg de Kerk bij aan de verbetering van sociale voorzieningen (onderwijs en gezondheidszorg).
Met de opkomst van de communistische regering van Mao Zedong in 1949 veranderde de situatie. De Katholieke Kerk werd door de communisten gezien als een instrument van het westerse kapitalisme en geestelijken werden naar heropvoedingskampen gestuurd om daar de leer van Karl Marx, Lenin en Mao te leren. Op grote schaal vonden er ook vervolgingen plaats van geestelijken en gelovigen.
Al in de encycliek Evangelii Praecones van 2 juni 1951 had Pius XII de vervolging onder de aandacht gebracht: “…en in onze tijd zijn er landen in het Verre Oosten die rood kleuren met het bloed van martelaren.” Met de apostolische brief Cupimus Imprimis van 18 januari 1952 reageerde Pius opnieuw op deze aanvallen, gevolgd door de encycliek Ad Sinarum Gentum op 7 oktober 1954. In laatstgenoemde nam Pius XII stelling tegen de maoïstische stellingen met betrekking tot de Katholieke Kerk. Zo verwierp Pius het idee van China om te streven naar een geheel autonome kerk los van de moederkerk in Rome die ook een eigen interpretatie van het Evangelie voorstond. Gelovigen werden opgeroepen weerstand te bieden aan bedriegers en daarbij een eventuele confrontatie niet te mijden. Hierbij wees hij naar woorden die Jezus zelf zou hebben uitgesproken: “Wees niet bevreesd voor hen die het lichaam ombrengen; zij kunnen de ziel niet vernietigen”.
De oprichting van een nationale, Chinese kerk in 1957 leidde ertoe dat Pius opnieuw een encycliek uitvaardigde: Ad Apostolorum Principis (29 juni 1958). Hierin nam hij stelling tegen de nationale kerk en de benoemingen van de prelaten die tot stand waren gekomen zonder toestemming van het Vaticaan.

#### Spanje
In 1953 sluit Pius XII een concordaat met de fascisistische dictator Francisco Franco dat het nationaalkatholicisme tot staatsgodsdienst verheft. De Katholieke Kerk krijgt belangrijke privileges en het burgerlijk huwelijk en de echtscheiding worden afgeschaft. Van zijn kant krijgt de dictator medezeggenschap bij de benoeming van de bisschoppen. Andere confessies en overtuigingen worden uit het openbare leven gebannen.

## Geloofszaken en encyclieken
De leer over de Kerk als Mystiek Lichaam van Christus kreeg een stimulans en een richtlijn in zijn encycliek Mystici Corporis Christi (29 juni 1943). De katholieke exegese kreeg grotere vrijheid door de encycliek Divino Afflante Spiritu (30 september 1943). In zijn encycliek Humani generis (12 augustus 1950) pleitte hij voor het handhaven van de traditionele theologische taal en voor een interpretatie van de openbaringsbronnen onder toezicht van het kerkelijk leergezag. Op theologisch vlak nam hij vanaf 1950 sancties tegen docenten van de Nouvelle Théologie en op pastoraal vlak kwam er uiteindelijk een verbod van de priester-arbeiders (1953/1954).
Op het gebied van de medische ethiek, een onderwerp dat Pius XII nauw ter harte lag, hield hij talrijke toespraken voor een vaak zeer verschillend gehoor. Deze toespraken werden later gebundeld door Fiorenzo kardinaal Angelini, onder de titel Pio XII Discorsi Ai Medici (Ediziono Orrizonte Medico,Roma, 1959).
De missieactiviteit werd gesteund door een grote uitbreiding van het aantal inheemse bisschoppen en door de encyclieken Evangelii praecones (2 juni 1961) en, speciaal voor Afrika, Fidei Donum (21 april 1957).
Pius XII plaatste zijn pontificaat onder de bijzondere bescherming van de Maagd Maria. Zijn toewijding aan Maria was volgens bronnen al op jonge leeftijd aanwezig toen hij zijn vrije tijd doorbracht in de kerk Il Gesù in Rome. Na zijn wijding tot priester op 2 april 1899 ging hij de dag daarop de mis voor in de Borghesekapel van de Santa Maria Maggiore, waar zich een beroemd icoon bevond, de Salus Populi Romani (= De beschermster van het Romeinse volk). In 1954 zou de afgebeelde Maria door Pius XII symbolisch gekroond worden.
Pius’ wijding tot aartsbisschop op 13 mei 1917 viel samen met de eerste verschijning van Maria aan drie herderskinderen in Fatima. Pius XII zag dit later als een voorteken van zijn bestemming:

Tijdens hetzelfde uur toen de Heer de zorg over de hele kerk op onze schouders plaatste, verscheen op de berg van Fatima voor de eerste keer de Koningin van de Heilige Rozenkrans, alsof de Moeder van Genade wilde aangeven dat in de stormachtige tijden van ons pontificaat wij altijd de moederlijke en waakzame hulp van de grote veroveraarster zullen hebben, die ons zou beschermen en leiden.

Op 13 mei 1946 zou kardinaal Benedetto Aloisi Masella als vertegenwoordiger namens Pius XII de kroning van Onze-Lieve-Vrouw van Fatima bijwonen.
Een van zijn belangrijkste daden in het heilig jaar 1950 was de afkondiging van de apostolische constitutie Munificentissimus Deus, waarin Pius de Tenhemelopneming van Maria als dogma fidei bestempelde (1 november 1950). Zowel de Katholieke Kerk als de Oosters-orthodoxe Kerken hebben dit geloof van oudsher beleden, maar het was nog nooit formeel als een dogma geformuleerd. Hiermee onderstreepte Pius XII de sterke Mariaverering binnen de katholieke Kerk. Het was tevens de eerste en tot dusver enige pauselijke uitspraak "ex cathedra" sinds de formulering van het dogma van de pauselijke onfeilbaarheid in 1870 tijdens het Eerste Vaticaans Concilie.
Met zijn encycliek Fulgens Corona van 8 september 1953 riep Pius XII het jaar 1954 uit tot Mariajaar. Deze gebeurtenis vond plaats honderd jaar na het uitroepen van het dogma Maria Onbevlekte Ontvangenis door paus Pius IX. Met de encycliek Ad Caeli Reginam stelde Pius de liturgische gedachtenis in van Maria Koningin. Deze feestdag zou vallen op 31 mei, maar werd na het Tweede Vaticaans Concilie verplaatst naar 22 augustus.
Op 2 juli 1957 volgde de encycliek Le Pélérinage de Lourdes, waarin hij memoreerde aan zijn bezoek in 1935 aan de grot waar Maria aan Bernadette Soubirous was verschenen. Daarin nam Pius stelling tegen het groeiende materialisme.
Om de studies van de mariologie te bevorderen werden diverse instituten door Pius XII opgericht of herplaatst naar Rome. Hiertoe behoorden de Academia Mariana Salesiana (onderdeel van de pauselijke universiteit in Rome), Centro Mariano Montfortano, het Marianum en het Collegamento Mariano nazionale.
Ook de bijzetting van Pius XII na zijn dood stond in relatie met Maria: 13 oktober 1917 was de dag dat in Fatima het Zonnewonder plaatsvond, een gebeurtenis die naar eigen zeggen door Pius XII in 1950 tot viermaal toe aanschouwd werd: op 30 en 31 oktober, 1 en 8 november van dat jaar. Pius XII werd bijgezet op 13 oktober 1958.
| Heiligverklaringen door Pius XII  | Heiligverklaringen door Pius XII |
| Naam                              | Feestdag                         |
| --------------------------------- | -------------------------------- |
| Gemma Galgani                     | 11 april                         |
| Maria Eufrasia Pelletier          | 24 april                         |
| Margaretha van Hongarije          | 18 januari                       |
| Francisca Xaveria Cabrini         | 22 december                      |
| Nicolaas van Flüe                 | 21 maart                         |
| Johannes de Britto                | 4 februari                       |
| Jozef Cafasso                     | 23 juni                          |
| Bernardino Realino                | 3 juli                           |
| Jeanne-Élisabeth Bichier des Âges | 26 augustus                      |
| Michel Garicoïts                  | 14 mei                           |
| Louis-Marie Grignion de Montfort  | 28 april                         |
| Catharina Labouré                 | 25/28 november                   |
| Johanna de Lestonnac              | 2 februari                       |
| Maria Josepha Rossello            | 7 december                       |
| Emilie de Rodat**                 | 19 september                     |
| Antonius Maria Claret             | 24 oktober                       |
| Bartholomea Capitanio             | 26 juli                          |
| Vincentia Gerosa                  | 28 juni                          |
| Johanna van Frankrijk             | 4 februari                       |
| Vincentius Strambi                | 25 september                     |
| Maria Goretti**                   | 6 juli                           |
| Mariana de Paredes y Flores       | 26 mei                           |
| Maria Mazzarello                  | 14 mei                           |
| Emilie de Vialar**                | 24 augustus                      |
| Antonius Gianelli                 | 7 juni                           |
| Ignatius van Laconi**             | 11 mei                           |
| Franciscus Xaverius Bianchi       | 31 januari                       |
| Paus Pius X**                     | 21 augustus                      |
| Domenico Savio**                  | 9 mei                            |
| Jozef Pignatelli                  | 28 november                      |
| Gaspar Bufalo                     | 28 december                      |
| Petrus Chanel                     | 28 april                         |
| Maria Crucifixa di Rosa**         | 15 december                      |
| ** door Pius XII zalig verklaard  |                                  |

Tijdens 44 plechtigheden werden 169 personen zalig verklaard. Hiertoe behoorden de tijdens de Bokseropstand omgebrachte Nederlandse zuster Marie Adolphine en de Belgische zuster Amandina van Schakkebroek. Ook paus Innocentius XI (1676-1689) werd door hem zalig verklaard. Al in 1714 was het proces voor zalig- en heiligverklaring door paus Clemens XI (1700-1721) gestart, maar mede door Franse protesten was dit tussentijds gestaakt. Pius XII heeft meerdere mensen zowel zalig als heilig verklaard, waaronder Emilie de Rodat, Domenico  Savio en Emilie de Vialar.
In totaal werden door Pius XII 33 personen heilig verklaard. De heiligverklaring van Maria Goretti op 24 juni 1950 riep de woede op bij feministische bewegingen. Maria was op 11-jarige leeftijd slachtoffer geworden van een poging tot verkrachting, maar door haar verzet - waarbij zij aangaf liever te sterven dan zich over te geven - werd zij door haar aanrander, Alessandro Serenelli met 14 messteken om het leven gebracht. Maria's moeder alsook Alessandro Serenelli waren bij de plechtigheid aanwezig. De kritiek van de feministische bewegingen wordt verwoord in het boek Violence against women and children: a Christian theological sourcebook, waarin de schrijfster Kathleen Zuanich Young aangeeft dat binnen de Katholieke Kerk de spirituele toewijding hoger geschat wordt dan het leven van het slachtoffer zelf. Ook in de oud-christelijke martelaarsacten komt vaak naar voren dat voor mannen en vrouwen de relatie met God belangrijker wordt geacht dan het aardse leven. Zo zijn door paus Paulus VI ook de heilige Carolus Lwanga en gezellen, martelaren van Oeganda, heilig verklaard: zij verkozen de dood boven de avances van de koning.
Op 29 mei 1954 werd ook paus Pius X heilig verklaard, nadat deze eerder op 3 juni 1951 door Pius XII zalig was verklaard. In de toespraak prees Pius XII zijn voorganger voor zijn durf om de gehele kerkelijke wetgeving te herzien, iets waaraan Pius XII overigens zelf had meegewerkt. Ook refereerde hij aan de kindercommunie, die door Pius X was geïntroduceerd.
In 1958 benoemde Pius XII de heilige Clara van Assisi tot patroonheilige van de Italiaanse televisie. Haar benoeming kwam voort uit een legende over haar leven. Tijdens Clara’s laatste kerstfeest zou zij niet meer in staat zijn geweest om de kerstviering bij te wonen. Nadat zij zich hierover had beklaagd kreeg Clara een visioen, waarbij zij de viering van Kerstmis in de kerk van Assisi zag en hoorde.
Telde het College van Kardinalen bij het conclaaf van 1939 nog 62 kardinalen, begin 1946 was het aantal teruggebracht naar 37. Door de oorlog had Pius XII besloten geen nieuwe kardinalen te creëren. Tijdens het consistorie van 18 februari 1946 benoemde hij 32 kardinalen. Op 12 januari 1953 volgden nog 24 benoemingen, onder wie die van Angelo Roncalli, de latere paus Johannes XXIII. Tijdens een geheim consistorie in 1952 maakte Pius XII tevens bekend dat hij van plan was Domenico Tardini en Giovanni Battista Montini, de latere paus Paulus VI, tot kardinaal te verheffen. Beide kandidaten verzochten de paus daarvan af te zien. De paus besloot daarop de vacante positie van kardinaal-staatssecretaris (vrijgekomen na de dood van Luigi Maglione in 1944) in te vullen door de benoemingen van Tardini en Montini als ondersecretaris. De positie van kardinaal-staatssecretaris zou uiteindelijk pas in 1958 na het aantreden van paus Johannes XXIII worden ingevuld. Hij benoemde Domenico Tardini; Montini was toen al aangesteld als aartsbisschop van Milaan (1954). Beiden, Tardini en Montini, zouden tijdens Johannes' eerste consistorie alsnog kardinaal worden gecreëerd.

## Ziekte en overlijden

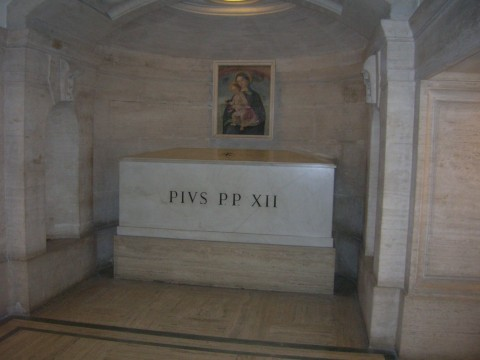
Graf van Pius XII

Eugenio Pacelli had al sinds zijn geboorte een zwakke gezondheid. Aan het einde van 1953 werd hij echter ernstig ziek. Hij leed aan gastritis en een chronische hik, waardoor hij niet in staat was om te eten. Hoewel er binnen het Vaticaan diverse medische specialisten actief waren, was het de lijfarts van Pius, Riccardo Galeazzo-Lisi, die een prominente plaats innam. Deze dokter was een oogarts, die in het verleden slechts enkele andere medische handelingen had verricht. Zijn optreden als arts voor de zieke paus werd dan ook beschreven als uiterst twijfelachtig.
Doordat zijn gezondheid niet verbeterde, overwoog Pius XII in 1954 af te treden. Aan een kardinaal vertrouwde hij toe dat de kerk behoefte had aan een gezond leider. Van Mgr. Ludwig Kaas, de Duitse theoloog die zich intensief had bemoeid met de restauratie van de mozaïeken in de Sint-Pieter en die in Pacelli's Duitse tijd met hem bevriend was geraakt, had de paus eerder gehoord over een Zwitsers gerontoloog, Paul Niehans, die gunstige verjongingseffecten verwachtte van injecties met cellulaire extracten uit de hypothalamus en de bijnieren van foetale lammeren. De paus was hierin zeer geïnteresseerd. Niehans werd naar Rome gehaald en Galeazzo-Lisi onderging vervolgens een proefbehandeling met de injecties, waarvan hij geen merkbare gevolgen droeg. In januari van 1954 onderging de paus zijn eerste behandeling. Het ging echter opnieuw niet goed met de kerkleider: ditmaal kreeg hij hevige maagkrampen en braakte hij bloed. Het duurde tot diep in de zomer voordat de paus hiervan weer hersteld was. Niettemin vroeg hij in september - tot ieders verbazing, en tegen het advies van zijn artsen in - om een nieuwe injectie. De reacties waren nu zo mogelijk nog heviger dan in januari.
In de loop van 1958 kwamen de verschijnselen van de chronische hik in alle hevigheid terug. Tijdens zijn verblijf in Castel Gandolfo werd duidelijk dat genezing ditmaal niet meer mogelijk was. Op 9 oktober 1958, om 3 uur in de nacht, overleed paus Pius XII na een pontificaat van 19 jaar en 221 dagen. De bijzetting in de Grotte Vaticane vond plaats op 13 oktober 1958.

### Pius' testament

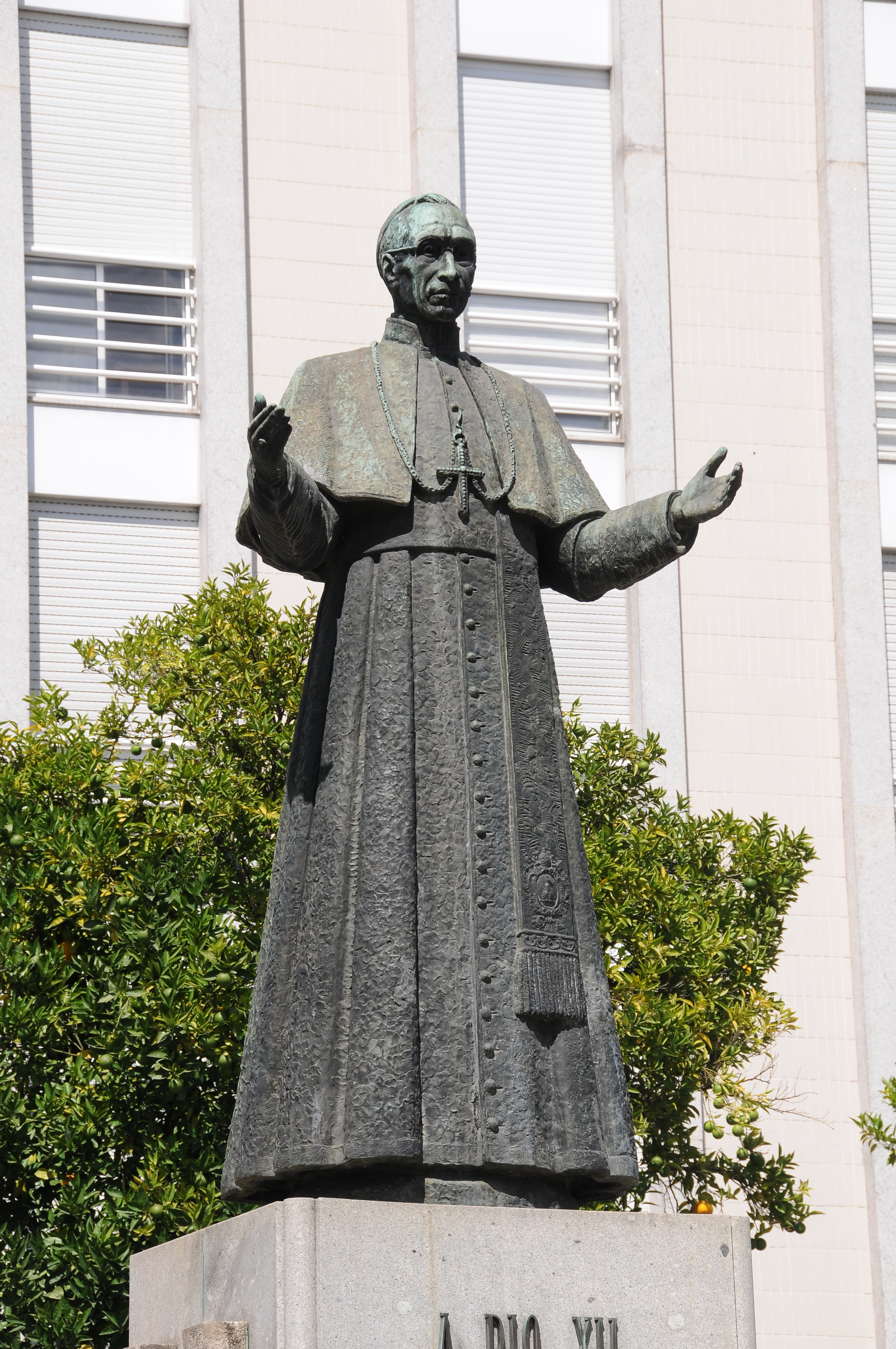
Standbeeld ter ere van Pius XII in Braga (Portugal)